# Jeníček a Mařenka (1954)
Jeníček a Mařenka (německy Hänsel und Gretel) je německý pohádkový film režiséra Walter Janssen z roku 1954. Film je o příběhu Jeníček a Mařenka od Bratři Grimmové.

## Obsazení
| Jürgen Micksch         | Jeníček     |
| Maren-Inken Bielenberg | Mařenka     |
| Jochen Diestelmann     | Otec        |
| Ellen Frank            | Matka       |
| Barbara Gallauner      | Čarodějnice |